# Tipo VII

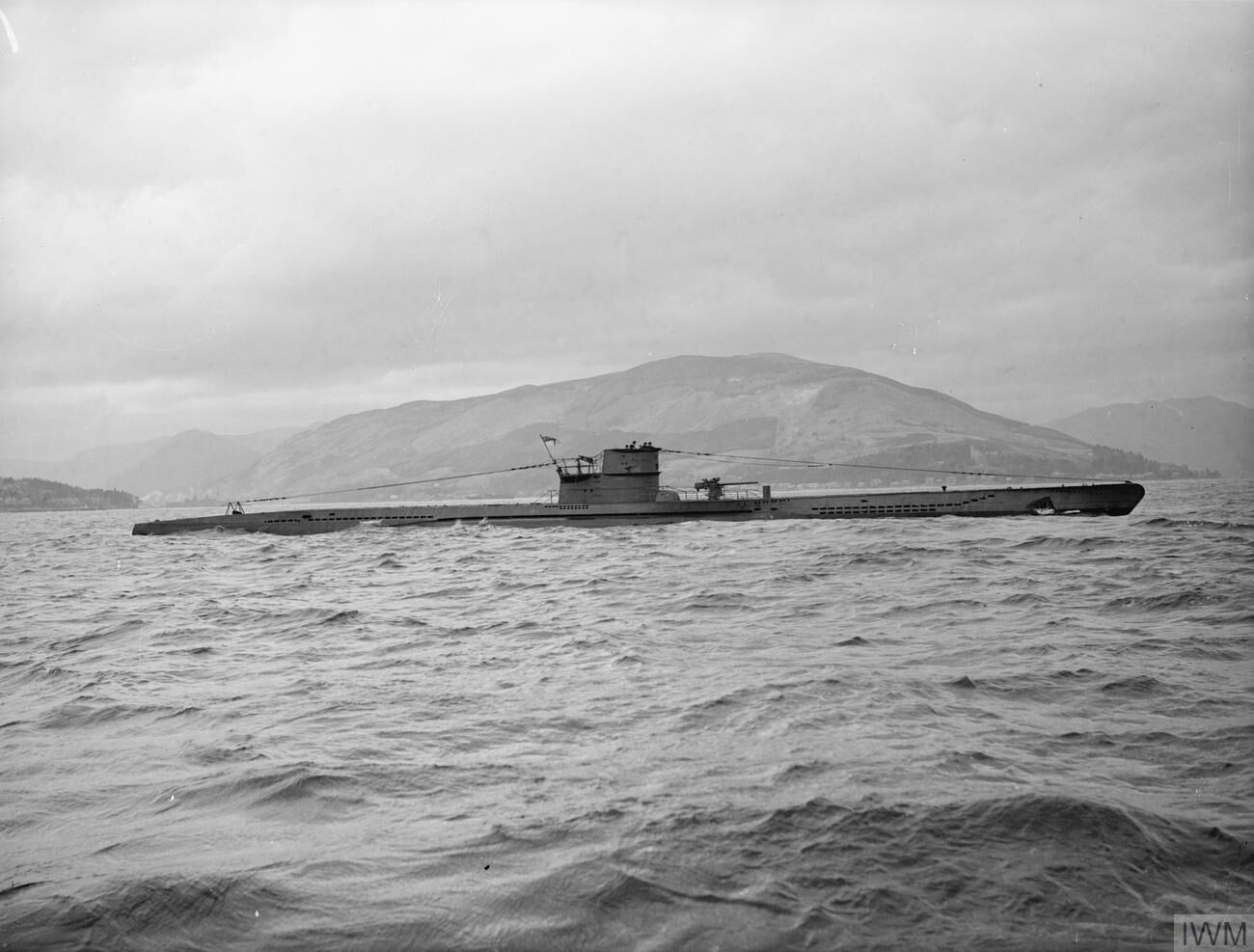
U-570, un submarino del tipo VII C.

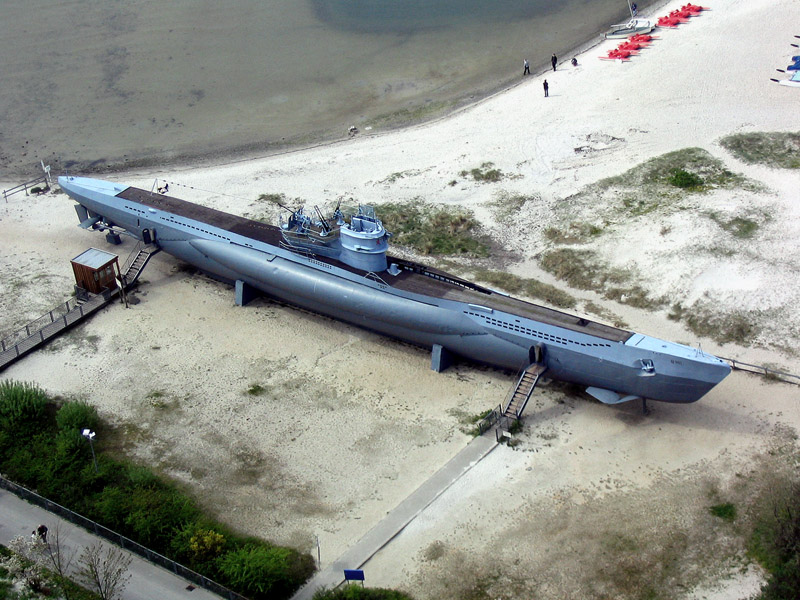
Type VIIC/41 U-995.

El Tipo VII era un submarino monocasco, con el casco exterior conformado por los compartimentos de presión; la diferencia con los modelos iniciales consistía en que los tanques de combustible estaban instalados dentro del casco a presión con lo cual se daba una protección adicional al mismo. Para efectos de maniobras de inmersión se contaba con un tanque central, además de compartimentos en la parte anterior y posterior y en los laterales del casco.
Fue un gran adelanto con respecto al Tipo II, ya que permitía embarcar un mayor número de torpedos, tenía más autonomía, más velocidad, la presencia de un tubo lanzatorpedos a popa y un cañón en cubierta para rematar los barcos tocados.

## Tipo VII A
En 1934 fue diseñado el primer modelo de la nueva generación de submarinos alemanes.
De esta primera versión se construyeron 10 unidades entre 1935 y 1937, identificadas con la numeración de U 27 a U 36. Seis fueron construidos por AG Weser y los 4 restantes por Germaniawerft. La construcción comenzó en febrero de 1935, y el primer modelo fue botado en junio de 1936.
Los 2 motores diésel MAN AG, 6 cilindros, 4 válvulas M6V 40/46 daban una potencia de 2400 CV. Los 2 motores eléctricos BBC GG UB 720/8 daban una potencia de 750 CV.
Solían llevar 11 torpedos a bordo y 220 cargas para el cañón de cubierta.

## Tipo VII B

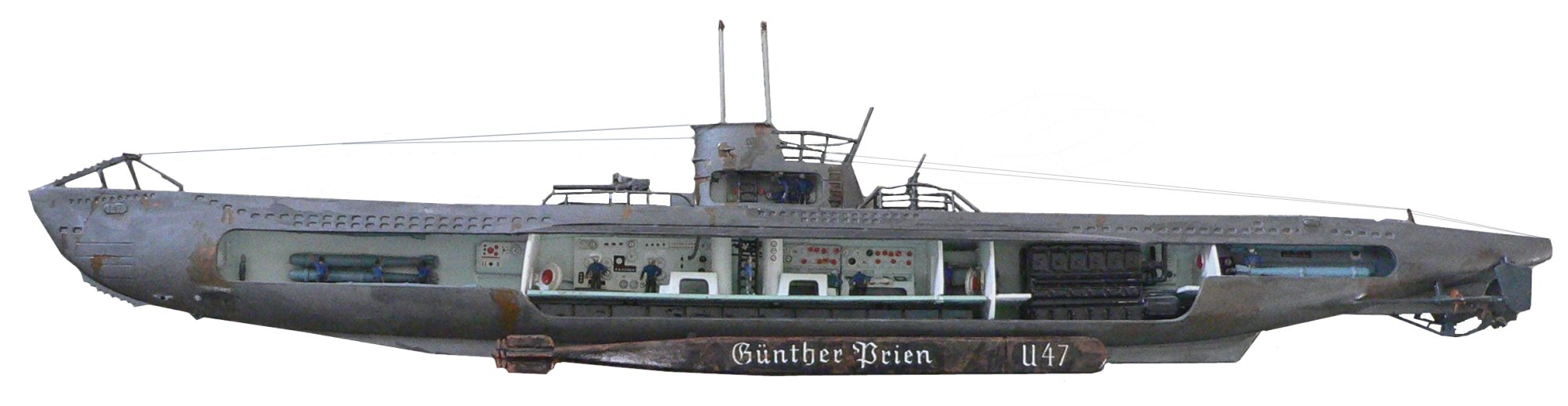
Modelo a escala del U 47 de Günther Prien.

Se trata de una versión mejorada del VII A, ya que se le incorporaron dos aletas estabilizadoras para darle una mayor maniobrabilidad, así como dos depósitos de combustible en la nueva prolongación del casco, puesto que era 2 metros más largo que su hermano pequeño, con el que aumentaba su autonomía en 4600 km. También se modificó el lanzatorpedos de popa, ahora dentro del casco de presión.
Se construyeron un total de 24 submarinos del Tipo VII B, a cargo de Germaniawerft, Blohm & Voss y Flenderwerft.
Los motores también se mejoraron mediante la incorporación de un turbocompresor para compensar el aumento de peso y dotarle de una mayor velocidad. Llegaban a desarrollar una potencia de 3200 CV. En inmersión los motores eléctricos AEG GU 460/8-276 llegaban a dar 750 CV.
Podían llevar hasta 14 torpedos, pues se habilitó un compartimento en el casco superior para llevar dos torpedos y un espacio más en la sala de motores eléctricos.
Hay que destacar que los submarinos de este tipo fueron algunos de los más famosos, debido al gran número de barcos hundidos o la importancia de los mismos. El U 47 de Prien, que protagonizó el ataque a Scapa Flow, el U 48 que fue el submarino con mayor número de hundimientos (55 sumergibles), el U 99 (35 sumergibles) o el U 100 (25 barcos).
| Astillero                                        | Años de construcción | Unidades construidas |
| ------------------------------------------------ | -------------------- | -------------------- |
| F. Krupp Germaniawerft AG (Kiel)                 | 1936-1939            | 15                   |
| Flender Werke AG (Lübeck)                        | 1938-1941            | 5                    |
| Bremer Vulkan-Vegesacker Werft (Bremen-Vegesack) | 1938-1940            | 4                    |
| Total                                            |                      | 24                   |

## Tipo VII C
El tipo VII C fue el que se produjo en mayor cantidad, con un total de 568 naves comisionadas entre 1938 y 1944. Fue el buque más representativo de la Batalla del Atlántico, pasando de los "días felices" de principios de 1940, cuando los mercantes iban sin escolta, a la masacre que sufrió a finales de la guerra cuando los Aliados perfeccionaron sus tácticas antisubmarinas.
El VII C tenía los mismos motores y máquinas que el VII B, pero era más grande y pesado, por lo que tenía algo menos de velocidad. Entre las diferencias cabe destacar la incorporación del sonar Such-Gerät, un sistema de inmersión más rápido, nuevos motores eléctricos y una mejora en los compresores de aire.
Algunos modelos del VII C recibieron la modificación del esnórquel a finales de la guerra (1944-45).
Los motores eléctricos eran 2 BBC (Brown Boveri & Co) GG UB 720/8, 2 GL (Garbe Lahmeyer) RP 137/c o 2 SSW (Siemens-Schuckert-Werke) GU 343/38-8, que, sin embargo, desarrollaban la misma potencia que los AEG de los VII B, 750 CV.
Algunos modelos de VII C fueron modificados para convertirlos en U-Flak, un submarino con unos poderosos sistemas antiaéreos. Contaba con dos cañones de 20 mm en la plataforma superior y un Flakvierling de cuatro cañones de 20 mm en la inferior.
El U 96 de la película "Das Boot" era un submarino del tipo VII C.
| Astillero                                        | Años de construcción | Unidades construidas |
| ------------------------------------------------ | -------------------- | -------------------- |
| Blohm & Voss (Hamburgo)                          | 1939-1943            | 144                  |
| F Schichau GmbH (Danzig)                         | 1939-1944            | 62                   |
| F. Krupp Germaniawerft AG (Kiel)                 | 1938-1944            | 58                   |
| Bremer Vulkan-Vegesacker Werft (Bremen-Vegesack) | 1939-1943            | 52                   |
| H C Stülcken Sohn (Hamburgo)                     | 1939-1944            | 44                   |
| Howaldtswerke Hamburg AG (Hamburgo)              | 1939-1944            | 33                   |
| Danziger Werft AG (Danzig)                       | 1939-1943            | 32                   |
| Howaldtswerke AG (Kiel)                          | 1939-1944            | 31                   |
| Deutsche Werke AG (Kiel)                         | 1939-1944            | 29                   |
| Kriegsmarinewerft (KMW) (Wilhelmshaven)          | 1939-1944            | 27                   |
| Flender Werke AG (Lübeck)                        | 1939-1943            | 23                   |
| Flensburger Schiffsbau-Ges (Flensburgo)          | 1939-1944            | 20                   |
| Nordseewerke (Emden)                             | 1939-1943            | 20                   |
| Neptun Werft AG (Rostock)                        | 1941-1944            | 8                    |
| Oderwerke AG (Stettin)                           | 1941-1944            | 2                    |
| Stettiner Maschinenbau AG (Stettin)              | 1942-1943            | 1                    |
| Total                                            |                      | 568                  |

### Tipo VII C/41
El tipo VII C/41 era una subversión del VII C. Tenía un casco de presión de mayor blindaje (+2,5 mm) con unas baterías eléctricas más ligeras que compensaban el aumento de peso. Este cambio permitía una mayor profundidad de inmersión.
En el Marine-Ehrenmal Laboe, al norte de Kiel, se conserva el único submarino tipo VII que ha llegado hasta nuestros días, el que fue el U 995.
| Astillero                                        | Años de construcción | Unidades construidas |
| ------------------------------------------------ | -------------------- | -------------------- |
| Blohm & Voss (Hamburgo)                          | 1941-1945            | 28                   |
| Bremer Vulkan-Vegesacker Werft (Bremen-Vegesack) | 1941-1944            | 19                   |
| Flender Werke AG (Lübeck)                        | 1941-1944            | 12                   |
| Danziger Werft AG (Danzig)                       | 1941-1944            | 10                   |
| Flensburger Schiffsbau-Ges (Flensburgo)          | 1942-1945            | 8                    |
| Nordseewerke (Emden)                             | 1941-1944            | 8                    |
| F. Krupp Germaniawerft AG (Kiel)                 | 1941-1944            | 3                    |
| F Schichau GmbH (Danzig)                         | 1942-1944            | 2                    |
| Neptun Werft AG (Rostock)                        | 1942-1944            | 2                    |
| Total                                            |                      | 91                   |

### Tipo VII C/42
En esta otra subversión se intentó añadir más blindaje para una mayor profundidad de inmersión, un casco más largo para la inclusión de depósitos de combustible adicionales y más velocidad con la inclusión de más turbocargadores para los motores.
Se encargaron un total de 168 unidades.
| Astillero                           | Unidades encargadas |
| ----------------------------------- | ------------------- |
| Blohm & Voss (Hamburgo)             | 36                  |
| F Schichau GmbH (Danzig)            | 24                  |
| Germaniawerft AG (Kiel)             | 24                  |
| Danziger Werft AG (Danzig)          | 18                  |
| Flender-Werke AG (Lübeck)           | 12                  |
| Kriegsmarinewerft (Wilhelmshaven)   | 12                  |
| AG Neptun (Rostock)                 | 6                   |
| Flensburger Schiffsbau (Flensburgo) | 6                   |
| HC Stülcken (Hamburgo)              | 6                   |
| Nordseewerke (Emden)                | 6                   |
| Vegesacker Werft (Vegesack)         | 6                   |
| Total                               | 168                 |

Aunque algunos de ellos (en los astilleros Howaldtswerke, Germaniawerft AG y Nordseewerke) habían sido puestos en grada sin embargo se prefirió potenciar el nuevo Tipo XXI y ningún modelo de esta serie fue producido.

## Tipo VII D
Se trataba de una versión lanzaminas, en la que se habían añadido cinco tubos verticales, similares a los de los submarinos modernos de misiles balísticos, para lanzar minas.
Contaba con una mayor longitud de casco que le permitía tener más depósitos de combustible.
Contaba con 2 motores Germaniawerft, 6 cilindros, 4 válvulas F46 diésel de 3200 CV, para desplazarse en superficie y 2 motores eléctricos AEG GU 460/8-276 de 750 CV.
Se produjeron 6 submarinos de este modelo, construidos todos por el astillero F. Krupp Germaniawerft AG (Kiel), y fueron numerados desde el U 213 al U 218.

## Tipo VII F
Fue diseñado en 1941 como transporte de torpedos. De los del tipo VII era el más grande y pesado de todas las versiones. Podía cargar hasta un total de 39 torpedos. No disponía de cañón de cubierta.
Se construyeron 4 submarinos de este tipo por F. Krupp Germaniawerft AG (Kiel)  y numerados del U 1059 al U 1062.

## Características
| Clase                          | VIIA                              | VIIB                                                                           | VIIC                                                                           | VIIC/41                                                                        | VIIC/42                                                                        | VIID                                     | VIIF                                                                             |
| ------------------------------ | --------------------------------- | ------------------------------------------------------------------------------ | ------------------------------------------------------------------------------ | ------------------------------------------------------------------------------ | ------------------------------------------------------------------------------ | ---------------------------------------- | -------------------------------------------------------------------------------- |
| Desplazamiento superficie      | 626 t                             | 753 t                                                                          | 769 t                                                                          | 769 t                                                                          | 999 t                                                                          | 965 t                                    | 1084 t                                                                           |
| Desplazamiento sumergido       | 745 t                             | 857 t                                                                          | 871 t                                                                          | 871 t                                                                          | 1099 t                                                                         | 1080 t                                   | 1181 t                                                                           |
| Eslora total                   | 64,5 m                            | 66,6 m                                                                         | 67,1 m                                                                         | 67,1 m                                                                         | 68,7 m                                                                         | 76,9 m                                   | 77,6 m                                                                           |
| Eslora casco de presión        | 44,5 m                            | 48,8 m                                                                         | 50,5 m                                                                         | 50,5 m                                                                         | 50,9 m                                                                         | 59,8 m                                   | 60,4 m                                                                           |
| Manga total                    | 5,85 m                            | 6,2 m                                                                          | 6,2 m                                                                          | 6,2 m                                                                          | 6,85 m                                                                         | 6,4 m                                    | 7,3 m                                                                            |
| Manga casco de presión         | 4,7 m                             | 4,7 m                                                                          | 4,7 m                                                                          | 4,7 m                                                                          | 5 m                                                                            | 4,7 m                                    | 4,7 m                                                                            |
| Altura                         | 4,4 m                             | 4,74 m                                                                         | 4,74 m                                                                         | 4,74 m                                                                         | 5 m                                                                            | 5 m                                      | 4,9 m                                                                            |
| Potencia superficie            | 1700 kW                           | 2400 kW                                                                        | 2400 kW                                                                        | 2400 kW                                                                        | 2400 kW                                                                        | 2400 kW                                  | 2400 kW                                                                          |
| Potencia sumergido             | 560 kW                            | 560 kW                                                                         | 560 kW                                                                         | 560 kW                                                                         | 560 kW                                                                         | 560 kW                                   | 560 kW                                                                           |
| Superficie velocidad           | 17 kn (31 km/h)                   | 17,9 kn (33 km/h)                                                              | 17,7 kn (33 km/h)                                                              | 17,7 kn (33 km/h)                                                              | 18,6 kn (34 km/h)                                                              | 16,7 kn (31 km/h)                        | 17,6 kn (33 km/h)                                                                |
| Sumergido velocidad            | 8 kn (15 km/h)                    | 8 kn (15 km/h)                                                                 | 7.6 kn (14 km/h)                                                               | 7.6 kn (14 km/h)                                                               | 7.6 kn (14 km/h)                                                               | 7.3 kn (14 km/h)                         | 7.9 kn (15 km/h)                                                                 |
| Superficie autonomía           | 11 470 km                         | 16 095 km                                                                      | 15 170 km                                                                      | 15 725 km                                                                      | 23 310 km                                                                      | 20 720 km                                | 27 195 km                                                                        |
| Sumergido autonomía            | 175 km                            | 175 km                                                                         | 150 km                                                                         | 150 km                                                                         | 150 km                                                                         | 130 km                                   | 140 km                                                                           |
| Máxima profundidad operacional | 220 m                             | 220 m                                                                          | 230 m                                                                          | 250 m                                                                          | 270 m                                                                          | 200 m                                    | 200 m                                                                            |
| Profundidad máxima alcanzable  | 230 a 250 m                       | 230 a 250 m                                                                    | 250 a 295 m                                                                    | 275 a 325 m                                                                    | 350 a 400 m                                                                    | 220 a 240 m                              | 220 a 240 m                                                                      |
| Tripulación                    | 42 a 46                           | 44 a 48                                                                        | 44 a 52                                                                        | 44 a 52                                                                        | 44 a 52                                                                        | 46 a 52                                  | 46 a 52                                                                          |
| Cañón de cubierta              | C35 88 mm/L45 con 220 proyectiles | C35 88 mm/L45 con 220 proyectiles                                              | C35 88 mm/L45 con 220 proyectiles                                              | C35 88 mm/L45 con 220 proyectiles                                              | C35 88 mm/L45 con 220 proyectiles                                              | C35 88 mm/L45 con 220 proyectiles        | none                                                                             |
| Armas antiaéreas               | C30 20 mm                         | C30 20 mm                                                                      | Varios                                                                         | Varios                                                                         | Varios                                                                         | 2 cañones C30 20 mm con 4380 proyectiles | 1 cañón 37 mm Flak con 1195 proyectiles 2 cañones C30 20 mm con 4380 proyectiles |
| Tubos lanzatorpedos            | 4                                 | 4                                                                              | 4                                                                              | 4                                                                              | 4                                                                              | 4                                        | 4                                                                                |
| Lanzatorpedos de popa          | 1                                 | 1                                                                              | 1                                                                              | 1                                                                              | 1                                                                              | 1                                        | 1                                                                                |
| Torpedos (máximo)              | 11                                | 14                                                                             | 14                                                                             | 14                                                                             | 16                                                                             | 14                                       | 14 / 39                                                                          |
| Minas                          | 22 TMA minas o 33 TMB minas       | 26 minas TMA \| 15 minas SMA en tubos verticales y 26 minas TMA o 39 minas TMB | 26 minas TMA \| 15 minas SMA en tubos verticales y 26 minas TMA o 39 minas TMB | 26 minas TMA \| 15 minas SMA en tubos verticales y 26 minas TMA o 39 minas TMB | 26 minas TMA \| 15 minas SMA en tubos verticales y 26 minas TMA o 39 minas TMB | no                                       |                                                                                  |
| comisionados                   | 10                                | 24                                                                             | 568                                                                            | 91                                                                             | 0                                                                              | 6                                        | 4                                                                                |